# Явниця
Явниця (хорв. Javnica) — населений пункт у Хорватії, в Сисацько-Мославинській жупанії у складі громади Двор.

## Населення
Населення за даними перепису 2011 року становило 48 осіб.
Динаміка чисельності населення поселення:

## Клімат
Середня річна температура становить 10,82 °C, середня максимальна – 25,36 °C, а середня мінімальна – -6,01 °C. Середня річна кількість опадів – 1088 мм.
| Клімат поселення                              | Клімат поселення | Клімат поселення | Клімат поселення | Клімат поселення | Клімат поселення | Клімат поселення | Клімат поселення | Клімат поселення | Клімат поселення | Клімат поселення | Клімат поселення | Клімат поселення | Клімат поселення |
| Показник                                      | Січ.             | Лют.             | Бер.             | Квіт.            | Трав.            | Черв.            | Лип.             | Серп.            | Вер.             | Жовт.            | Лист.            | Груд.            |                  |
| Середній максимум, °C                         | 7,55             | 9,25             | 13,64            | 17,68            | 22,17            | 25,36            | 24,40            | 23,76            | 20,22            | 15,29            | 9,94             | 5,66             |                  |
| Середня температура, °C                       | 0,77             | 2,47             | 6,85             | 10,89            | 15,38            | 18,58            | 20,34            | 19,69            | 16,16            | 11,22            | 5,86             | 1,60             |                  |
| Середній мінімум, °C                          | −6,01            | −4,32            | 0,06             | 4,10             | 8,59             | 11,79            | 16,28            | 15,62            | 12,08            | 7,16             | 1,81             | −2,47            |                  |
| Норма опадів, мм                              | 70               | 69               | 78               | 93               | 93               | 98               | 94               | 91               | 98               | 103              | 112              | 89               |                  |
| Середньомісячна швидкість вітру, м/с          | 1.49             | 1.64             | 2.01             | 1.99             | 1.80             | 1.61             | 1.60             | 1.49             | 1.44             | 1.50             | 1.54             | 1.59             |                  |
| Середньомісячна сонячна радіація, кДж/м²·день | 4401             | 7190             | 10873            | 15313            | 19530            | 21762            | 22892            | 20039            | 14748            | 9218             | 4892             | 3659             |                  |
| --------------------------------------------- | ---------------- | ---------------- | ---------------- | ---------------- | ---------------- | ---------------- | ---------------- | ---------------- | ---------------- | ---------------- | ---------------- | ---------------- | ---------------- |
| Джерело:                                      |                  |                  |                  |                  |                  |                  |                  |                  |                  |                  |                  |                  |                  |